# Phaeomolis obscurata
Phaeomolis obscurata är en fjärilsart som beskrevs av Butler 1877. Phaeomolis obscurata ingår i släktet Phaeomolis och familjen björnspinnare. Inga underarter finns listade i Catalogue of Life.